# Tiberius Claudius Fatalis

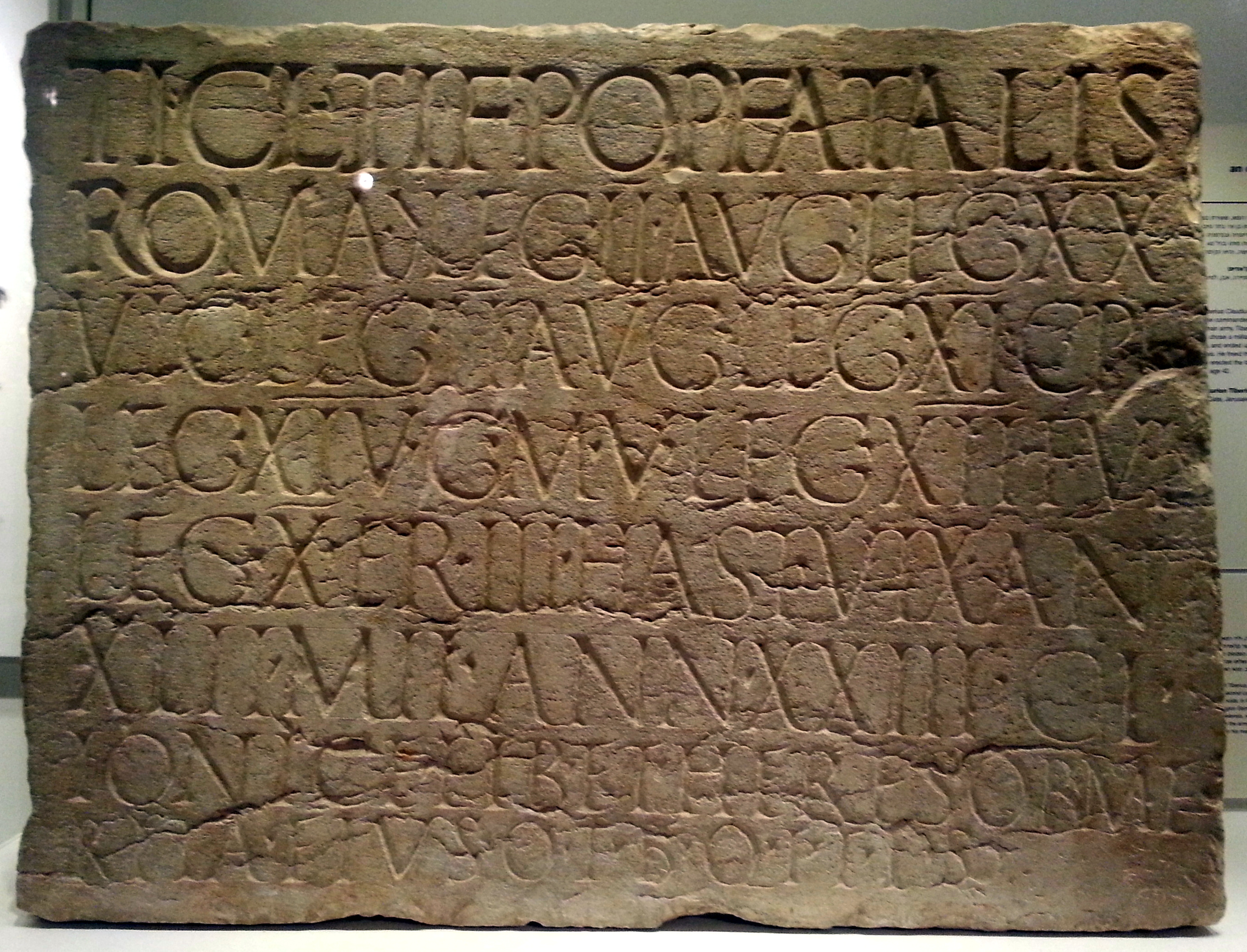
Die Inschrift

Tiberius Claudius Fatalis (vollständige Namensform Tiberius Claudius Tiberi filius Poplilia Fatalis) war ein im 1. Jahrhundert n. Chr. lebender Angehöriger der römischen Armee. Durch eine Inschrift, die in Jerusalem gefunden wurde, ist seine militärische Laufbahn bekannt.
Fatalis diente als Centurio in den folgenden Legionen (in dieser Reihenfolge): in der Legio II Augusta, die in der Provinz Britannia stationiert war, in der Legio XX Victrix, die ebenfalls in Britannien stationiert war, ein weiteres Mal in der Legio II Augusta, in der Legio XI Claudia pia fidelis, in der Legio XIV Gemina Martia Victrix, in der Legio XII Fulminata, die ihr Hauptlager in Melitene in der Provinz Cappadocia hatte und zuletzt in der Legio X Fretensis, die ihr Hauptlager in Jerusalem in der Provinz Iudaea hatte. In der Legio X Fretensis hatte er den Rang eines Hastatus und diente in der dritten Kohorte (III hastatus).
Fatalis war in der Tribus Poplilia eingeschrieben und stammte aus Rom. Er diente 23 Jahre in der Armee (militavit annos XXIII) und starb im Alter von 42 Jahren (vixit annos XLII) in Jerusalem. Er erhielt vermutlich sofort beim Eintritt in die Armee den Rang eines Centurios und war möglicherweise ein Angehöriger des römischen Ritterstandes (Eques). Der Grabstein wurde von seiner Erbin Claudia Ionice, einer Freigelassenen, errichtet. Laut James Robert Summerly sind Fatalis und Sextus Pilonius Modestus die jüngsten Centuriones, die durch Inschriften belegt sind.
Die Inschrift wird bei der Epigraphik-Datenbank Clauss-Slaby auf 71/130 datiert; Stephen James Malone datiert sie in das 1. oder frühe 2. Jhd. James Robert Summerly datiert die Laufbahn von Fatalis in einen Zeitraum zwischen 92 und 150.